# دنيس إيفانز (لاعب كرة قدم)
دنيس إيفانز (بالإنجليزية: Dennis Evans)‏ (18 مايو 1930 في المملكة المتحدة - 23 فبراير 2000) هو لاعب كرة قدم بريطاني في مركز الظهير. لعب مع نادي أرسنال.

## وصلات خارجية
- دنيس إيفانز (لاعب كرة قدم) على موقع قاعدة بيانات كرة القدم.إي يو (الإنجليزية)
- دنيس إيفانز (لاعب كرة قدم) على موقع عالم كرة القدم.نت (الإنجليزية)